# Juan Huarte de San Juan
Juan Huarte de San Juan (1529, Sant Joan de Peu del Port - 1589, Linares), patró de la psicologia espanyola, escollit en 1983 pels degans de les facultats de psicologia, fou un metge espanyol pioner en la investigació de les diferències individuals, que va anomenar enginys. Huarte és cèlebre per la seva obra Examen de ingenios para las ciencias (1575), que descriu els tipus de temperament de l'home i els classifica segons la seva habilitat per realitzar diferents oficis. Consegüentmet, és considerat l'impulsor de la investigació científica en el camp psicològic i el precursor de la psicologia diferencial. La seva festa universitaria se celebra el dia en què va sortir de la impremta la seva obra, el 23 de febrer.

## Biografia

### Context històric i joventut
La seva data de naixement se situa l'any 1529 a Sant Joan de Peu del Port, capital de la merindad de la Baixa Navarra durant l'edat mitjana i que Ferran el Catòlic incorpora a la Corona a les Corts de Burgos de 1515. Posteriorment a la partida de Carles I, la ubicació fronterera d'aquest territori amb el regne de França durant les Guerres d'Itàlia provoca l'emigració de la família Huarte, fidel a la corona espanyola.
Sembla que inicialment es van establir a Osca, després a una ciutat de Castella, potser Granada, i finalment a Linares (Jaén), on Huarte estudia el batxillerat.

### Universitat
Huarte inicia els estudis de medicina a la Universitat d'Alcalá l'any 1553. El 24 de maig de 1555 obté el títol de batxiller en Medicina i aprova l'examen de la «alfonsina» (grau de llicenciat en medecina) el 26 d'octubre de 1559. El 29 de desembre d'aquell any, defensa la tesi i dos dies més tard rep el doctorat en medecina de la mà del doctor Fernández de Balbas, Abad i Canceller de la Universitat, i el doctor Sant Pere li fa entrega de les «insígnies».
Durant la seva estança a la Universitat, Huarte va tenir l'oportunitat d'interactuar amb els catedràtics Fernando de Mena, Francisco Vallés i Cristóbal de Vega, que van proporcionar-li nous punts de vista mèdics basats en l'anatomia i la fisiologia. Possiblement, la seva influència va donar forma a l'estil personal de Huarte.

### Matrimoni i vida a Tarancón
En acabar els estudis universitaris, exerceix de metge a Tarancón durant sis anys. Huarte es casa l'any 1562 amb Àgueda de Villalba (o de Velasco), d'origen navarrès, de qui té set fills: quatre dones i tres homes. L'abril del 1566 Huarte torna a Baeza.

### Retorn a Baeza
L'agost de 1571 Huarte comença a exercir la medicina a Baeza (Jaén). Existeixen dues hipòtesis sobre el seu retorn. La primera es relaciona amb el creixement econòmic de la ciutat, gràcies a les activitats de processament de la llana i la producció de teles, i, per tant, l'augment d'oportunitats per ell i la seva família. La segona podria ser una sol·licitud del Consell de Baeza per falta de «metges vells i amb experiència» quan la ciutat es troba afectada per la pesta.
El 1571, és designat metge oficial de la ciutat pel Consell de Baeza durant un període de dos anys amb un sou anual de 200 ducats i 50 sacs de blat. No obstant això, la Cèdula Reial segellada per Felip II reconeix que havia treballat durant algun temps allà abans de ser empleat per l'administració de la ciutat. De fet, poc després del seu retorn a Baeza, lloga un batà (dispositiu hidràulic per eliminar el greix dels teixits de llana) i es creu que va continuar amb aquest negoci fins poc abans de la seva mort.
És possible que Huarte finalitzés el seu compromís amb el Consell de Baeza abans de termini. El següent contracte que es coneix data del desembre de 1573. Els fills de Huarte van demandar al Consell exigint el salari impagat del seu pare. El procés va continuar durant anys, però la resolució va afavorir a la família de Huarte.

### Últims anys de vida
Poc abans de morir es trasllada a la ciutat de Linares, situada a la rodalia de Baeza, on adquireix un molí a una zona coneguda com a Penya de l'Ós.
El 25 de novembre de 1588, en un estat de malaltia avançat, escriu el seu testament. No es coneix la data exacta de la seva mort, tot i que es creu que va morir abans del 19 de febrer de 1589, perquè es té constància d'un poder de les seves filles Isabel i Antònia d'aquella data. És enterrat a l'Església de Santa Maria amb la seva difunta dona.

## Obra

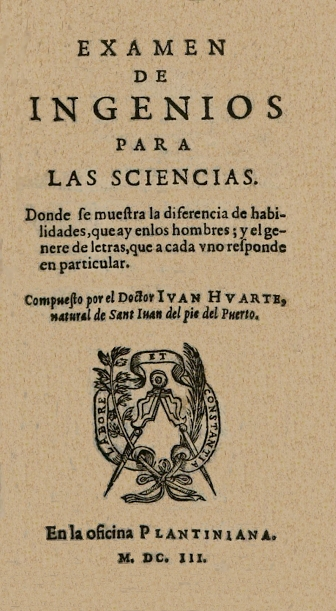
Examen de Ingenios para las ciencias.

El 23 de febrer de 1575 apareix a Baeza la primera edició (edició príncep) de Examen de Ingenios para las ciencias. Al 1581 ja s'havia reeditat cinc vegades a diferents llocs d'Espanya, data en la qual apareix en l'Índex i Catàleg de llibres prohibits de Lisboa i, posteriorment, en l'Índex de Madrid de 1583. Huarte va preparar una nova edició amb les correccions de la inquisició que va publicar el seu fill Luis Huarte a Baeza el 5 de gener de 1594, anys després de la mort del seu pare. Aquesta nova edició, coneguda com a "subpríncipe", conté errades i repeticions, probablement degut al desordre de les quartilles de l'autor. Es conserven dos exemplars de l'edició de 1575 i de 1594 als arxius de la biblioteca Nacional de Madrid. Examen de Ingenios para las ciencias va ser traduït al llatí, l'anglès, el francès, l'italià i l'holandès.
L'obra de Huarte té una clara pretensió utòpica: distinguir y conocer las diferencias naturales del ingenio humano, y aplicar con arte a cada uno la ciencia en que más ha de aprovechar, es el intento de mi obra (distingir i conèixer les diferències naturals de l'enginy humà, i aplicar amb art a cadascú la ciència que més pot aprofitar, és la intenció de la meva obra).
L'edició de 1575 es divideix en quinze capítols. Els quatre primers tracten sobre què fa a l'home hàbil o inhàbil per a una ciència o art, partint de la doctrina que totes les ànimes són iguals i que és el temperament cerebral el causant de les diferències i habilitats de cada home, segons el predomini de les qualitats primàries (calor, humitat i sequedat).
Als capítols V i VI demostra que de les tres qualitats primàries sorgeixen totes les diferències de l'enginy. La sequedat afavoreix la saviesa o intel·ligència; la memòria neix de la humitat; de la calor, la imaginació. El capítol VII tracta sobre la immortalitat de l'ànima i com les seves potències superiors depenen d'instruments corporals. Del VII al XIV descriu el temperament que millor correspon a certes professions (orador, lletrat, metge, militar i «ofici de rei»). Inclou una gran quantitat de senyals corporals per detectar cada habilitat específica. A més, classifica les ciències segons el tipus d'enginy que els correspon (ciències de la memòria, l'enteniment i de la imaginació). Finalment, el capítol  XV tracta sobre l'elecció de la parella, de com els pares han d'engendrar els fills i de les primeres cures del nadó.

### Naturalesa de l'ànima
L'autor, igual que els escolàstics, diferencia tres tipus d'ànima: la vegetativa, pròpia dels vegetals; la sensitiva, que pertany als animals; i la racional, que correspon a l'home. L'ànima racional posseeix, a més de les seves funcions pròpies intel·lectives, les funcions de l'ànima vegetativa i sensitiva.

### Classificació psicològica de les ciències i les arts
Les arts i les ciències que exigeixen el predomini de la memòria són la gramàtica, el llatí, les llengües, la jurisperita (repetidor de lleis), la teologia positiva (repetidor de passatges de l'Escriptura), la geografia i la història, i l'aritmètica (entesa com a comptabilitat).
A l'enteniment pertanyen la teologia escolàstica, la teoria de la medicina, la dialèctica (lògica), la filosofia natural (física, química i biologia), la filosofia moral (psicologia i sociologia) i la pràctica de la jurisperita (advocacia).
Finalment, a la imaginació pertanyen totes les arts i ciències que consisteixen en figura, correspondència, harmonia i proporció. Aquí col·loca la poesia, eloqüència i música, la pràctica de la medicina, de les matemàtiques i de l'astrologia, el govern de la república i l'art militar.

### Variacions en el temperament i l'enginy
Huarte es basa en Timeu de Plató, De aere aquis et locis d'Hipòcrates i en Quod Animi Mores Corporis Temperamenta sequantur de Galè per defensar que el temperament depèn en gran manera del clima, les aigües i els aliments de la regió on habita cada home. Si aquestes circumstàncies canvien, el temperament es modifica i dona lloc a un enginy diferent.
Segons l'autor, les malalties i la seva cura també el poden alterar de manera temporal. Alhora, la passió i l'amor augmenten la calor que, millora la imaginació, fa valent  al covard i torna poeta a qui té poc enginy. Per afegiment, el caràcter dels homes es transforma en funció de l'edat. A cada etapa conviuen diversos temperaments i disposicions contràries. Consegüentment, l'ànima fa unes coses a la infància i altres en la joventut i vellesa

### Temperament de l'home i de la dona
Segons Huarte, l'ànima dels homes i de les dones és igualment perfecte. Només es diferencien anatòmicament per la disposició dels genitals. En l'home predomina la calor i la sequedat, per aquest motiu, els seus genitals són més voluminosos i surten cap a fora. En la dona predomina la fredor i la humitat, que fa que els genitals quedin cap a dins. A fi que la dona sigui fèrtil, ha de ser humida com la terra que germina les llavors; a més, la humitat és necessària per tenir la menstruació i produir llet.
L'autor considera que la fredor per se no és condició per cap obra de l'ànima racional, només serveix per reduir l'excés de calor d'un cos. La humitat, en un grau intermedi, pot ser útil per la memòria. Tanmateix, la humitat de la dona és excessiva.
Segons aquesta doctrina, la dona, per la seva constitució natural, no pot arribar al nivell elevat d'enginy i habilitat que posseeix l'home.

### Principals oficis de l'home

#### Ofici de predicador
Als capítols IX i X raona que un predicador ha de posseir un gran enteniment per parlar amb certesa, molta memòria per poder citar passatges bíblics, i bona imaginació per parlar amb eloqüència. No obstant això, una imaginació excessiva pot dur a la fantasia i confondre als fidels.

#### Oficis de les lleis i el govern de la república
Al capítol XI argumenta que la teoria de les lleis pertany a la memòria, mentre que l'ofici de jutge i advocat a l'enteniment, i el govern a la facultat imaginativa.
El nom de lletrat significa «a lletra donat», és a dir, "home que no té llibertat d'opinar conforme al seu enteniment, sinó que forçosament ha de seguir la composició de la lletra […] seguir el que diu la llei sense treure ni posar". Aquesta qualitat, que és de la memòria, l'han de posseir aquells que es dediquin a la teòrica de la jurisprudència.
L'advocat i el jutge han de tenir molta memòria per conèixer les lleis. Tanmateix, assenyala que "cap llei pot comprendre amb paraules ni sentències totes les circumstàncies del cas que determina, perquè la prudència dels dolents és més delicada per a inventar fets que la dels bons per dictar com s'han de jutjar".
L'enginy adequat per aquests oficis implica la capacitat de distingir, inferir, raonar i escollir encertadament per “extreure el sentit veritable de la llei” i classificar el delicte. L'autor afegeix: "per a la falta de memòria hi ha molts remeis, com són els llibres, les taules, els abecedaris i altres invencions que han trobat els homes; però si falta l'entesa, no hi ha cap cosa que ho pugui solucionar".I afirma que els homes que destaquen en l'art de discórrer i la dialèctica poden ser bons advocats i jutges.

#### La “teòrica” i la pràctica de la medicina
Al capítol XII defensa la medicina empírica, basada en l'observació, que pertany a la facultat imaginativa, concretament la «solercia». Aquesta habilitat permet diagnosticar i curar, també atorga una calor seca. Huarte conclou que aquest és el motiu pel qual hi ha tan bons metges, astrònoms i matemàtics a Egipte.

#### L'ofici militar
Al capítol XII explica "quina diferència d'habilitat pertany a l'art militar". Tot i que l'autor confessa que la intenció de la seva obra és "escollir els enginys que requereixen les lletres", declara que la guerra és tan perillosa i de tan alt consell, que el Rei necessita saber a qui confiar la seva autoritat.
Relaciona el terme «milícia» amb «malícia», perquè el millor atribut que pot tenir qui governa la milícia és ser «maliciós» amb l'enemic. Aquesta diferència d'enginy requereix astúcia i estratègia; es necessita un tipus especial d'imaginació que sigui capaç d'endevinar els enganys que "venen sota d'alguna coberta".

#### L'ofici del rei
Al capítol XIV demana que la persona que ocupi el càrrec del rei sigui equilibrada. Parteix de la idea grega que situa la virtut a un punt intermedi i no als extrems. El rei ha de tenir les tres potències de l'ànima racional en un mateix grau: bona memòria per les coses passades, una gran imaginació per les futures i un gran enteniment per conèixer-ne la veritat. Aquestes qualitats són necessàries per a un bon governant, però inadequades per ser un especialista científic.

## Influència
Gran part dels temes que Huarte planteja a la seva obra encara són d'actualitat i han influenciat diversos àmbits relacionats amb la psicologia.
Huarte opinava que una bona figura del cervell era essencial perquè l'ànima racional pogués fer les obres de l'enteniment i la prudència. Encara més, al·ludeix a la correlació entre mida, forma del cap i enginy. Aquest fet explica per què alguns autors, com Balmes i Menéndez Pelayo afirmen que Huarte va establir les bases de la frenologia, o fins i tot el consideren el pare d'aquesta pseudociència. També és considerat antecessor de la fisiognomia, perquè vincula els tipus d'enginy amb trets físics.
L'autor estableix la localització de les habilitats cognitives a diferents parts del cervell; les facultats de l'ànima es troben als tres ventricles. Aquest afany per situar les capacitats intel·lectuals dona origen a la psicofisiologia experimental.
En un dels capítols de Examen de Ingenios para las ciencias Huarte explica quins procediments han de seguir els pares per engendrar descendència masculina, si volen gaudir de fills savis i que tinguin habilitat per les lletres; la humitat i fredor del sexe femení impedeix el desenvolupament de l'enginy. Aquestes idees inclinades a la millora del llinatge precedeixen la selecció genètica artificial de Mendel i l'eugenèsia promuguda per Galton al s.XIX.
Huarte és el primer referent en la cultura occidental sobre la psicologia de les diferències individuals, perquè la seva obra compren molts dels camps d'estudi d'aquesta branca de la psicologia, com ara: la intel·ligència, el caràcter, les diferències entre sexes i les aptituds professionals, entre d'altres.